# Милингтон (Илиноис)
Милингтон (енгл. Millington) град је у америчкој савезној држави Илиноис.

## Демографија
По попису из 2010. године број становника је 665, што је 207 (45,2%) становника више него 2000. године.
| Група             | 2000.       | 2010.       |
| Белци             | 435 (95,0%) | 644 (96,8%) |
| Афроамериканци    | 3 (0,7%)    | 1 (0,2%)    |
| Азијати           | 2 (0,4%)    | 2 (0,3%)    |
| Хиспаноамериканци | 15 (3,3%)   | 9 (1,4%)    |
| Укупно            | 458         | 665         |